# Young Artist Award
The Young Artist Awards är ett amerikanskt filmpris som delas ut av Young Artist Foundation. Första gången delades ut var 1979 av Maureen Dragone.

## Priskategorier
- Best Performance in a Feature Film - Leading Young Actor
- Best Performance in a Feature Film - Leading Young Actress
- Best Performance in a Feature Film - Supporting Young Actor
- Best Performance in a Feature Film - Supporting Young Actress
- Best Performance in a Feature Film - Young Actor 10 or Younger
- Best Performance in a Feature Film - Young Actress 10 or Younger
- Best Ensemble in a Feature Film
- Best Performance in a Short Film
- Best Performance in a TV Movie, Miniseries, or Special - Leading Young Actor
- Best Performance in a TV Movie, Miniseries, or Special - Leading Young Actress
- Best Performance in a TV Movie, Miniseries, or Special - Supporting Young Actor
- Best Performance in a TV Movie, Miniseries, or Special - Supporting Young Actress
- Best Performance in a TV Series - Leading Young Actor
- Best Performance in a TV Series - Leading Young Actress
- Best Performance in a TV Series - Supporting Young Actor
- Best Performance in a TV Series - Supporting Young Actress
- Best Performance in a TV Series - Young Actor 10 or Younger
- Best Performance in a TV Series - Young Actress 10 or Younger
- Best Performance in a TV Series - Guest Starring Young Actor
- Best Performance in a TV Series - Guest Starring Young Actress
- Best Performance in a TV Series - Recurring Young Actor
- Best Performance in a TV Series - Recurring Young Actress
- Most Popular Mom and Dad in a Television Series
- Best Adult Performer in a Teenaged Role
- Best Performance in a Voice Over Role - Young Actor
- Best Performance in a Voice Over Role - Young Actress
- Best Performance in a Commercial
- Best Family Television Movie or Special
- Best Family Television Series
- Best International Feature Film
- Best Family Feature Film - Animation
- Best Family Feature Film - Comedy or Musical
- Best Family Feature Film - Drama